# Міклош Каллаї
Мі́клош Ка́ллаї (угор. Nagykállói Kállay Miklós; 23 січня 1887, Ньїредьгаза, Угорщина — 14 грудня 1967, Нью-Йорк) — угорський політик, прем'єр-міністр Угорщини з 9 березня 1942 по 19 березня 1944.

## Біографія
Сімейство Каллаї було старовинним і впливовим дворянським родом в комітаті Ніредьгаза (Nyíregyháza). Каллаї обіймав посаду намісника цього комітату з 1921 по 1929. Потім він перейшов на роботу в уряд Угорщини: спочатку заступником штатс-секретаря міністерства праці (1929-1931), потім обійняв посаду міністра сільського господарства (1932-1935). Він пішов у відставку з міністерської посади в 1935 на знак протесту проти крайньої правої політики прем'єр-міністра Ґьомбьоша. Протягом майже десятиліття Каллаї знаходився в стороні від політики, поки регент Горті не покликав його на посаду прем'єр-міністра після відставки в березні 1942 Ласло Бардошші, оскільки пронацистська політика останнього викликала у Горті побоювання щодо втрати Угорщиною свого впливу і суверенітету.
Хоча Угорщина залишалася союзником нацистської Німеччини, Каллаї разом з регентом Горті залишалися на консервативних позиціях і критично ставилися до нацизму. Уряд Каллаї відмовився брати участь в депортації євреїв і в ряді інших заходів, яких від них вимагав Гітлер. Більш того, уряд також дозволив функціонувати лівій опозиції (за винятком комуністів), не втручаючись в її діяльність. У міжнародних питаннях Каллаї підтримував акції Німеччини проти СРСР. З іншого боку, Каллаї ініціював початок переговорів з учасниками антигітлерівської коаліції на випадок військового колапсу Німеччини. Таким чином прем'єр-міністр намагався забезпечити збереження незалежності і територіального прирощення Угорщини (яка, за сприяння Осі Берлін-Рим, в 1938–1941 рр. збільшила свою площу в 2 рази). Угорщина пообіцяла не збивати англійські й американські літаки, що пролітали над її територією, а у відповідь Велика Британія і США утримувалися від бомбування Угорщини. У перспективі Каллаї розраховував, що вдячні Союзники підуть на збільшення території Угорщини коштом її сусідів. Одночасно угорська дипломатія почала обговорювати можливість переходу на бік Антигітлерівської коаліції з іншими німецькими сателітами (наприклад зі Словаччиною в 1943 році). Роздратовані політикою Угорщини, німці окупували її в березні 1944 р., після чого Каллаї змушений був тікати, і німці зажадали від Горті замінити його на більш лояльного наступника, яким став Дьоме Стояї.
Деякий час Каллаї вдавалося переховуватися від нацистів в турецькому посольстві в Будапешті. Однак восени 1944 уряд Ференца Салаші, порушивши недоторканість турецького посольства, — за участю Гестапо, заарештув Каллаї і відправив його в концтабір Дахау, а пізніше переправив в Маутхаузен. В кінці квітня 1945 він був перевезений у Тіроль разом з низкою інших відомих ув'язнених, де й був звільнений частинами 5-ї американської армії 5 травня 1945.
У 1946 р. Каллаї вирушив в еміграцію, і з 1951 р. оселився в США. У 1954 році опублікував свої мемуари «Угорський прем'єр: особисті спогади про боротьбу нації під час Другої світової війни» (Hungarian Premier: A Personal Account of a Nation's Struggle in the Second World War).